# Rostest
Rostest (russisch Ростест) ist die größte Zertifizierungsorganisation auf dem Territorium der Russischen Föderation. Das Hauptziel ist die staatliche messtechnische Kontrolle. Diese soll durch Rostest sichergestellt werden, sowie die Einheitlichkeit der Messungen in der Industrie, im Gesundheitswesen, bei den Kommunikationssystemen, im Handel, in der militärische Verteidigung, im Prozess der Ressourcenzählung sowie im Naturschutz und bei anderen wirtschaftlichen Aktivitäten.

## Aktivitäten
Rostest führt Überprüfungen, Kalibrierungen, Prüfung verschiedener Messungen für Typenzulassungen sowie die Validierung der Prüftechnik durch.

## Zertifizierung in Russland
Um den Import und Export von Waren in Russland zu ermöglichen, ist es notwendig, permissive Dokumente zu erarbeiten. Das Hauptziel von Rostest ist die Erarbeitung von permissiven Zertifizierungsdokumenten. Die Institutionen, die mit Rostest in Russland kooperieren, sind die Russisch technische Regulation, das Ministerium für Notsituationen (MES), das Russische Verbraucherministerium Supervision und das RRIS (Russian Research Institute of Certification). 
Nach Erhalt der notwendigen russischen Zertifikate können ausländische Unternehmen ihre Produkte mit den erforderlichen Unterlagen einreichen und sparen somit Geld für Distributoren. Wenn früher Distributoren und russische Käufer ausländischer Produkte erwarben, mussten die Zertifizierungsbescheinigungen durch sie erbracht werden. Heutzutage wünschen die meisten russischen Kunden, dass die Produkte die notwendigen Zertifizierungen bereits besitzen. 
Das ROSTEST Zertifizierungs-Zentrum kooperiert direkt mit den Herstellern und erstellt die Zertifikate nach unterschiedlichen Zertifizierungssystemen. Dies erlaubt das Übertragen der Zertifikatskopie an einen russischen Käufer oder Händler.